# Jena (Louisiana)
Jena település az Amerikai Egyesült Államok Louisiana államában, La Salle megyében. Lakosainak száma 4155 fő (2020. április 1.).

## Népesség
A település népességének változása:
| Lakosok száma | 3398 | 3397 | 4155 |
|               | 2010 | 2019 | 2020 |